# 瓦奇陶厄山
73°16′S 163°8′E / 73.267°S 163.133°E
瓦奇陶厄山是南極洲的山峰，位於維多利亞地的彭內爾海岸，屬於梅薩山脈的一部分，由新西蘭的探險隊命名，現時由南極條約體系管理。